# Cubanate
Cubanate es una banda de metal industrial proveniente de Londres, Reino Unido, fundada en 1992 por Marc Heal, Graham Rayner, Phil Barry y Steve Etheridge. La agrupación logró popularidad por su fusión entre un heavy metal con guitarras fuertemente distorsionadas y percusión de música techno.

## Discografía

### Estudio
- 1993 - Antimatter
- 1994 - Metal
- 1994 - Cyberia
- 1996 - Barbarossa
- 1998 - Interference
- 2000 - Search Engine
- 2017 - Brutalism
- 2018 - Live Brutalism
- 2019 - Kolossus

### Sencillos
| Año  | Título         |
| ---- | -------------- |
| 1993 | "Body Burn"    |
| 1994 | "Oxyacetylene" |
| 1996 | "Joy"          |
| 2011 | "We Are Crowd" |